# Grigorij Semjonov
Grigorij Mihajlovič Semjonov (rusko Григо́рий Миха́йлович Семёнов, Grigorij Mihajlovič Semjonov) je bil generalpodpolkovnik Ruske imperialne armade in ataman bajkalskih kozakov, * 25. september 1890, Ruski imperij, † 30. avgust 1946, Moskva, Sovjetska zveza. 
Med rusko državljansko vojno je bil poveljnik Daljnovzhodne armade in vidna oseba belega terorja. Obveščevalna služba ameriške vojske je ocenila, da je bil v enem letu odgovoren za usmrtitev 30.000 ljudi. Od decembra 1917 do novembra 1920 je bil s podporo Japonske vodja belega gibanja v Transbajkalju. 

## Zgodnje življenje in kariera
Semjonov je bil rojen v Transbajkalski oblasti v vzhodni Sibiriji. Njegov oče Mihail Petrovič Semjonov je bil Rus, njegova mati pa je bila Burjatka.  Semjonov je tekoče govoril burjatsko  in mongolsko. Leta 1908 se je pridružil ruski carski vojski in leta 1911 diplomiral na Orenburški vojaški šoli. Vojaško kariero je začel kot poročnik in hitro napredoval v čin kozaškega stotnika. Odlikoval se je v bojih proti Nemčiji in Avstro-Ogrski v prvi svetovni vojni in bil za hrabrost odlikovan z Redom svetega Jurija.
Pjotr Wrangel je o njem zapisal:
"Semjonov je bil transbajkalski kozak – temen in debel in precej  mongolskega videza. Njegova inteligenca je bila specifično kozaška. Bil je zgleden vojak, še posebej pogumen, ko je bil pod očesom svojega nadrejenega. Znal je postati priljubljen pri kozakih in častnikih, vendar je imel svoje slabosti v ljubezni do spletk in brezbrižnosti do sredstev, s katerimi je dosegal svoje cilje. Čeprav je bil sposoben in iznajdljiv, ni bil deležen nobene izobrazbe in njegov pogled je bil ozek. Nikoli nisem mogel razumeti, kako je prišel do vodilnega položaja."
Kot nekakšen tujec med svojimi kolegi častniki zaradi svoje narodnosti je srečal še enega častnika, ki so se ga njegovi vrstniki izogibali. To je bil baron Ungern-Sternberg, čigar ekscentrična narava in neupoštevanje pravil bontona in lepote sta odbijala vse druge. On in Ungern sta poskušala organizirati polk sirskih kristjanov za pomoč v boju Rusov proti Osmanskemu cesarstvu. Julija 1917 je Semjonov zapustil Kavkaz. Imenovan je bil za komisarja začasne vlade v Bajkalski regiji in bil odgovoren za rekrutacijo polka burjatskih prostovoljcev.

## Ruska državljanska vojna v Zabajkalju
Po oktobrski revoluciji novembra 1917 je Semjonov sprožil obsežen protisovjetski upor, vendar je bil po večmesečnih bojih poražen in je pobegnil  v mesto Harbin na severozahodu Kitajske. Od tam je odšel v Mandžovli v Notranji Mongoliji, kjer se je kitajska Vzhodna železnica navezovala na Transbajkalsko železnico. Od tam je izgnal boljševiško garnizijo, ki je varovala železniško križišče, in zbral vojsko, večinoma iz burjatskih in kitajskih nabornikov. Januarja 1918 je vdrl v Zabajkalje, vendar so ga do februarja boljševiški partizani prisilili, da se je umaknil nazaj v Mandžovli, kjer ga je obiskal R. B. Denny, britanski vojaški ataše v Pekingu. Nanj je naredil "izjemno ugoden vtis". Na njegovo priporočilo se je ministrstvo za zunanje zadeve v Londonu strinjalo, da bo Semjonovu plačalo 10.000 funtov mesečno brez kakršnih koli obvetnosti. Za finančno pomoč se je  odločila tudi francoska vlada, medtem ko je Japonska v njegov štab kot obveščevalca poslala  stotnika Kurokija Čikajočija. Britanci so mu kasneje subvencije ukinili, takrat pa je bil "japonski vpliv že tako močan, da je bil Semjonov praktično japonska marioneta".
Aprila 1918 je Semjonov s pomočjo češkoslovaške legije izvedel nov  napad na Sibirijo. Do avgusta 1918 mu je uspelo utrditi svoje položaje v Zabajkalski regiji, kjer je ustanovil začasno vlado. 6. septembra so njegovi možje zavzeli Čito in pobili 348 njenih meščanov. Čito je nato naredil za svojo prestolnico. Leta 1918 je razglasil "veliko mongolsko državo" in načrtoval združitev mongolskih dežel Ojratov, delov Šindžjanga, Zabajkalja, Notranje Mongolije, Zunanje Mongolije, Tanu Urianhaja, Kobda, Hulunbejerja in Tibeta v skupno mongolsko državo. Regija pod njegovo oblastjo, imenovana tudi Vzhodna Okrajina, se je raztezala od Verhne-Udinska blizu Bajkalskega jezera do reke Šilke in mesta Stretensk do Mandžovlija in na severovzhodu ob deli Amurske železnice. V začetku leta 1919 se je Semjonov razglasil za atamana Zabajkalske kozaške armade. 
V času njegovega vladanja nad Zabajkaljem je bil Semjonov opisan kot "navaden razbojnik, ki je svoj dohodek črpal iz zadrževanja vlakov in izsiljevanja plačil, ne glede na to, kakšen je bil tovor in v čigavo korist se je prevažal".  Japonskim vojakom, s katerimi je bil povezan, je delil kopije Protokolov sionskih modrecev.
Semjonov pod japonsko zaščito ni priznaval nobene druge oblasti, razen svoje. Ko je bil admiral Aleksander Kolčak, ki je imel sedež v Omsku v Sibiriji, razglašen za vrhovnega komandanta Bele armade, se mu Semjonov ni hotel podrediti. Na njunem srečanju v Manžuliju maja 1918 je Semjonov užalil Kolčaka, ker ga ni prišel pozdravit na železniško postajo. Kolčak je celo razmišljal, da bi  v Zabajkalje poslal vojsko in odstranil Semjonova, vendar je moral zamisel opustiti, ker so Semjonova ščitili Japonci, ki so imeli v Sibiriji 72.000 vojakov. Oktobra 1919 je Kolčak priznal Semjonova za vrhovnega poveljnika Zabajkalske regije.
Decembra 1919 je Semjonov poslal odred svoje vojske v Irkutsk, zadnje mesto zahodno od Bajkalskega jezera, ki je bilo uradno pod Kolčakovo oblastjo, dokler ni oblasti prevzela koalicija menjševikov in socialističnih revolucionarjev. Odred je dosegel Irkutsk, vendar ni storil ničesar, razen da je vzel za talce 30 moških in mlado žensko. Talce so na krovu ledolomilca na Bajkalskem jezeru 5. januarja 1920 enega za drugim z lesenim kladivom pobili do smrti in vrgli čez krov. Izjema je bil moški, ki se jim je uprl. Njega so živega vrgli v ledeno vodo.
Ko je Kolčak 4. januarja 1920 odstopil, je svoje vojaške sile na Daljnem vzhodu podredil Semjonovu, vendar jih Semjonov ni mogel obdržati pod nadzorom. Vojaki so kradli, požigali, ubijali in posiljevali ter pridobili sloves, da so komaj kaj boljši od razbojnikov. Julija 1920 se je začel japonski ekspedicijski korpus v skladu z Gogotskim sporazumom, sklenjenim 15. julija 1920 z Daljnovzhodno republiko, umikati iz Sibirije, kar je spodkopalo podporo Semjonovu. Zabajkalski partizani, tuji prostovoljci in 5. sovjetska armada pod vodstvom Genricha Eicheja so začeli operacijo za ponovno zavzetje Čite. Oktobra 1920 so enote Rdeče armade in gverilci izgnali Semjonovo vojsko iz območja Bajkala. Semjonov je z letalom pobegnil v Mandžurijo, od koder je konec maja 1921 odpotoval na Japonsko, kjer je prejel nekaj podpore. Vrnil se je v Primorje v upanju, da se bo še naprej boril proti Sovjetom, vendar je bil septembra 1921 prisiljen dokončno zapustiti rusko ozemlje.

## Izgnanstvo
Semjonov se je na koncu vrnil na Kitajsko, kjer mu je japonska vlada dodelila mesečno pokojnino v višini 1000 jenov. V Tjandžinu je navezal stike z japonsko obveščevalno službo in mobiliziral ruske in kozaške emigrante, ki so načrtovali morebitno strmoglavljenje Sovjetov. Služboval je tudi pri strmoglavljenem kitajskem cesarju Pu Jiju, ki se je poskušal vrniti na oblast.
V izgnanstvu na Kitajskem so ga še vedno podpirali Japonci. Njegov vpliv je bil tolikšen, da je Anastazij Vonsjacki iz ruske fašistične stranke, ki je želel obiskati Mandžuko, japonsko marionetno državo v Mandžuriji, potreboval pomoč Semjonova pri pridobivanju vizuma. Vonsjacki je v Semjonovu videl grožnjo svojim sanjam o tem, da bi postal ruski Mussolini, in izjavil, da ga je treba ustreliti, kar je povzročilo razkol v ruski fašistični stranki. Konstantin Rodzaevski, ki je zamenjal Vonsjackega kot vodjo ruskih fašistov na Kitajskem, je sodeloval s Semjonovom, da bi pomiril Japonce. 
Leta 1934 so Japonci ustanovili Urad za ruske emigrante v Mandžuriji (BREM), ki je bil uradno pod nadzorom nedavne ruske fašistične stranke in je zagotavljal identifikacijske dokumente, potrebne za življenje, delo in potovanje v Mandžukoju. Semjonov, ki je bil veliko bolj naklonjen Japoncem kot beli general Kislicin, je od leta 1943 do 1945 zamenjal slednjega na mestu predsednika BREM.

## Aretacija in usmrtitev
Semjonova so septembra 1945 v Dalianu ujeli sovjetski padalci  med sovjetsko invazijo na Mandžurijo, v kateri je Rdeča armada osvojila Mandžuko. Odpeljali so ga v Moskvo in mu skupaj s še sedmimi drugimi obtoženci, vključno z Rodzaevskim, začeli soditi pred vojaškim kolegijem vrhovnega sodišča ZSSR. Priznal je krivdo za vohunjenje, sabotaže, terorizem in oborožen boj proti Sovjetski zvezi. Za svoje zločine je bil obsojen na smrt z obešanjem in bil 29. avgusta 1946 usmrčen.

## Vir
- Paine, S. C. M. (1996). Imperial Rivals: China, Russia, and Their Disputed Frontier (illustrated izd.). M.E. Sharpe. ISBN 1563247240. Pridobljeno 24. aprila 2014.